# GW151226
GW151226 fue una señal de onda gravitacional detectada por el observatorio LIGO el 25 de diciembre de 2015 hora local (26 de diciembre de 2015 UTC). El 15 de junio de 2016, las colaboraciones de LIGO y Virgo anunciaron que habían verificado la señal, convirtiéndola en la segunda señal, después de GW150914, que había sido anunciada cuatro meses antes el mismo año.

## Detección del evento
La señal fue detectada por LIGO a las 03:38:53 UTC, con el detector de Hanford recogiéndolo 1.1 milisegundos después del detector de Livingston (ya que el eje entre los dos no era paralelo al frente de onda); Se identificó mediante una búsqueda de baja latencia dentro de los 70 segundos de su llegada a los detectores.

## Origen astrofísico
El análisis indicó que la señal provenía de la coalescencia de dos agujeros negros con 14,2 + 8,3
-3,7 y 7,5 + 2,3
-2,3  veces la masa del Sol, a una distancia de 440 + 180
-190  megaparsecs (1.4 mil millones de años luz) de la Tierra. El agujero negro resultante combinado tenía 20,8 + 6,1
-1,7  masas solares, una masa solar irradiada. En ambas de las dos primeras concentraciones de agujeros negros analizadas, la masa convertida en ondas gravitacionales fue aproximadamente el 4,6% del total inicial.
En esta segunda detección, los científicos de la colaboración científica de LIGO y Virgo también determinaron que al menos uno de los agujeros negros antes de la fusión previa estaba estaba girando a más del 20% de la velocidad de giro máxima permitida por la relatividad general El agujero negro final estaba girando con 0,74 + 0,06
-0,06  veces su máximo momento angular posible. Los agujeros negros fueron más pequeños que en el primer evento de detección, lo que llevó a diferentes tiempos para las órbitas finales y permitió a LIGO ver más de las últimas etapas antes de que los agujeros negros se fusionaran -55 ciclos (27 órbitas) durante un segundo, De 35 a 450 Hz, en comparación con sólo diez ciclos más de 0,2 segundos en el primer evento.

## Implicaciones
El evento GW151226 sugiere que hay una gran población de agujeros negros binarios en el universo que producirán fusiones frecuentes.
La onda gravitacional medida es completamente coherente con las predicciones de la relatividad general para campos gravitacionales fuertes. Las predicciones de campo fuerte de la teoría no habían sido probadas directamente antes de los dos eventos de LIGO. La relatividad general pasó esta prueba más estricta por segunda vez.